# Marcel iz Tangera
Sveti Marcel iz Tangera  (sredina 3. stoljeća – 298.) svetac je Katoličke i Pravoslavne crkve. Njegov blagdan slavi se 30. listopada.

## Životopis
Rodio se sredinom 3. stoljeća i bio je časnik u gradu Tangeru. Kao kršćanin nije htio sudjelovati u poganskim svečanostima, priređenim u povodu rođendana careva Dioklecijana i Maksimijana, i častiti poganske bogove. Odbacio je oružje, pojas, oklop i časničke oznake te se javno izjasnio kršćaninom.
Na sudu je izjavio kako nije u redu da kršćanin "služi u vojskama svijeta". Zbog svojih je stavova osuđen na smrt te su mu 298. godine odrubili glavu. Prema predaji stenograf Kasijan bio je toliko ogorčen zbog Marcelove presude da je odbio voditi zapisnik na njegovom suđenju te je i sam podvrgnut mučenju.
Njegove relikvije kasnije su prenesene u León, grad u sjeverozapadnoj Španjolskoj. Sveti Marcelo danas je sveti zaštitnik toga grada i istoimene pokrajine, ali i zaštitnik ljudi koji zbog svojih uvjerenja odbijaju služiti u vojsci i ne žele sudjelovati u ratu.